# حسين إبيش
حسين يوسف كمال إبيش  (1963 -) هو كاتب صحفي وباحث في الشئون العربية في الولايات المتحدة.

## حياته ونشأته
ولد في بيروت، لبنان عام 1963م، حاز دكتوراه في الأدب المقارن من جامعة ماساتشوستس ويعتبر ناشطاً في الدفاع عن قضايا العرب في الولايات المتحدة.
ينحدر حسين إيبش من خلفية أكاديمية فوالده يوسف إيبش ارتاد جامعة هارفارد قسم الإدارة الحكومية في خمسينيات القرن الماضي، كان أستاذاً للعلوم الإسلامية في الجامعة الأمريكية في بيروت، كما ارتاد حسين كلية إيمرسون وحصل على درجة الباكلوريوس العلمية في مجال الاتصالات العامة عام 1986م كما أنه حاصل على دكتوراه في الأدب المقارن من جامعة ماساتشوستس.

## مسيرته
كان من كبار الباحثين وعمل مديرا للإتصالات في اللجنة العربية الأمريكية لمناهضة التمييز 1998ــ2004 م. عمل كذلك مراسلا للدايلي ستار اللبنانية في واشنطن. أستاذ مساعد في قسم الدراسات الأمريكية الإفريقية في جامعة ماساتشوستس في أمهرست من سبتمبر 1996 إلى غاية ديسمبر 1997م، ربيع، خريف 1993م، ربيع 1995م، ربيع 1997م محرر جريدة The voice.
خريج متدرب للبرامج ثنائية اللغة، ماساتشوستس في أمهرست، سبتمبر 1992ـــ مايو 1993م و عضو مؤسس في الاتحاد التقدمي الإسلامي (استقال لاحقا) . أنشأ مدونة عام 2009م.

### الندوات
قبل حسين إيبش الكثير من الدعوات من أجل القاء كلمات، محاضرات ومناظرات من عدة جامعات معروفة في الولايات المتحدة الأمريكية وخارجها كما خطب مرتين في الاجتماع السنوي لجمعية المدعين العامين عامي 2002 و2004 بالإضافة إلى ذلك تناول الكلام في مركز وودروو ويلسون الدولي للباحثين عام 2004 ,
أجرت تشارلي روز مقابلة معه على هامش مؤتمر القمة الثالث المد والجزر (2000) كما دعي للمشاركة في مؤتمر أمريكا والعالم الإسلامي الذي احتضنه معهد برزكنز ووزارة الخارجية القطرية في الدوحة.
كان أحد أعضاء فريق منتدى معهد الأمة، ألأعاب باتريوت : الحريات المدنية بعد 11 سبتمبر (أشرف عليه فيل دوناهو )
كما ضمت قائمة الأعضاء كلا من : آرثر شليزنغر الابن، إيفنز مولي، نادين ستروسن وإلين جونز.
كما أذيعت له محاضرات على قناة سي ــ سبان (بما في ذلك المؤتمر الوطني لنادي الصحافة صناع الأخبار، وحالة الأمريكيين العرب بعد 11 سبتمير ) , مؤتمرات الصحافة صناع الأخبار هي دعوة من نادي الصحافة نفسه.

## جوائز
حسين إبيش حاصل على عدة جوائز: حصل عام 2002 على جائزة «العربي ـ الأمريكي للعام» والتي يمنحها مركز الجمعية العربية ـ الأمريكية للخدمات الاقتصادية والاجتماعية ومقرها أوهايو، بعد ذلك بسنة واحد اختارته صحافة نيويورك أفضل متحدث تلفزيوني عن القضايا العربية، وفي سنة 2004 تلقى إيبش جائزة الخدمة من قبل اللجنة العربية الأمريكية لمناهضة التمييز.

## روابط خارجية
- المدونة الشخصية
- الملف الشخصي في The American Task Force on Palestine
- مرات الظهور على سي-سبان
- حسين ابيش على موقع IMDb (الإنجليزية)